# Only by the Night
Albums de Kings of Leon
Because of the Times
(2007) Come Around Sundown
(2010)
Only by the Night est le 4e album du groupe Kings of Leon. Il est sorti en septembre 2008.

## Liste des chansons
Toutes les chansons sont écrites et composées par Kings of Leon.
| No  | Titre        | Durée |
| --- | ------------ | ----- |
| 1.  | Closer       | 3:57  |
| 2.  | Crawl        | 4:06  |
| 3.  | Sex on Fire  | 3:23  |
| 4.  | Use Somebody | 3:50  |
| 5.  | Manhattan    | 3:24  |
| 6.  | Revelry      | 3:21  |
| 7.  | 17           | 3:05  |
| 8.  | Notion       | 3:00  |
| 9.  | I Want You   | 5:07  |
| 10. | Be Somebody  | 3:47  |
| 11. | Cold Desert  | 5:34  |

## Accueil
Dès sa sortie, ce quatrième opus des Kings of Leon se classera numéro 1 des charts anglais, réalisant 220 000 ventes la première semaine, soit un tout petit peu moins que Coldplay. En France, dès sa première semaine, il se classe 30e et sera élu disque du mois par le magazine Rock & Folk.